# Faiseur de rois
« Faiseur de rois » est une expression qui s'appliqua originellement aux activités de Richard Neville (16e comte de Warwick) — « Warwick the Kingmaker » — pendant la guerre des Deux-Roses en Angleterre.
L'expression s'applique généralement à une personne ou un groupe qui a une grande influence dans une succession monarchique ou politique, sans pouvoir y être valablement candidat. Les faiseurs de rois peuvent user d'influence politique, financière, religieuse et/ou militaire dans la succession.

## Dans le domaine des jeux
En théorie des jeux, un faiseur de rois est un joueur qui n'a pas les positions ou les ressources suffisantes pour gagner une partie, mais qui a la possibilité de décider lequel de ses adversaires pourra éventuellement gagner.

## Dans le domaine électoral
Dans un scrutin uninominal majoritaire à deux tours, un « troisième homme » ayant effectué un score important, pourra, par les décisions qu'il prendra dans l'entre-deux-tours, fortement influer sur le choix du vainqueur.
Dans un scrutin législatif sans majorité absolue, une liste minoritaire peut choisir avec quelle « grosse » liste s'allier pour former un gouvernement de coalition, pour peu que ces « grosses » listes soient suffisamment antagonistes.

### Exemples

#### Élections générales de 2023 en Espagne
À l'issue du scrutin s'étant tenu le 23 juillet 2023, aucun des deux grands partis politiques n'avait obtenu une majorité absolue au congrès des députés. À droite, une coalition rassemblant le Parti Populaire et Vox n'avait que 170 sièges, et à gauche, une coalition rassemblant le PSOE et Sumar n'avait que 152 sièges, ce qui était insuffisant pour obtenir une majorité absolue à 176 sièges. Le soutien des autres partis politiques, pour la plupart indépendantistes catalans, régionalistes ou nationalistes, était donc impératif pour monter une coalition, ce qui les a placés en position de faiseurs de roi.
Alberto Nuñez Feijóo, la tête de liste du Parti Populaire, a tenté une investiture mais n'a pas réussi à obtenir suffisamment de soutien : en plus de son parti et de Vox, seuls les deux députés de la Coalition canarienne et de l'Union du peuple navarrais lui ont apporté leur voix. Les autres partis ont tous voté contre, ce qui faisait 172 sièges favorables et 178 contre.
Après la défaite du PP, le chef du PSOE Pedro Sánchez s'est présenté à son tour. Junts a notablement profité de la situation pour faire pression, déclarant que sans amnistie des indépendantistes catalans, il n'hésitera pas à bloquer l'investiture avec ses 7 sièges, ce qui aurait obligé à refaire les élections. Des accords ayant finalement été trouvés avec les différentes formations politiques, Pedro Sánchez a bel et bien été investi avec 179 sièges favorables et 171 contre.